# بژوخانگا
بژوخانگا (به لهستانی:  Brzuchania) یک روستا در لهستان است که در Gmina Miechów واقع شده‌است. بژوخانگا ۳۳۰ نفر جمعیت دارد.